# Higashi (Fukuoka)
Higashi (jap. 東区 Higashi-ku) – jedna z siedmiu dzielnic Fukuoki, stolicy prefektury Fukuoka. Dzielnicę utworzono w 1972 roku. Położona jest w północno-wschodniej części miasta. Pozostałe dzielnice to: Hakata, Chūō, Minami, Jōnan, Sawara, Nishi.

## Parki
W dzielnicy istnieje około 400 parków publicznych. Jednym z nich jest Maidashi Ryokuchi w dystrykcie Maidashi. Położony w zielonym pasie Fukuoki, park został zbudowany na terenie dawniej zajmowanym przez linię Nishitetsu Miyajidake, która została sprzedana miastu w 1980 roku.

## Hakozaki Hachiman-gū
Hakozaki-gū (lub Hakozaki Hachiman-gū) jest jednym z trzech głównych chramów Hachiman-gū w Japonii, obok Usa Hachiman-gū w Usa i Iwashimizu Hachiman-gū w Yawata. Głównym bóstwem tego sanktuarium jest półlegendarny cesarz Ōjin (panował prawdopodobnie w latach 270–310). Hachiman – opiekuńczy bóg wojowników, łucznictwa i narodu japońskiego – jest uznawany za boską inkarnację Ōjina.

## Charles Lindbergh
W 1931 roku, na prośbę Pan American World Airways, Charles Lindbergh (1902–1974) poleciał samolotem Lockheed Model 8 Sirius Tingmissartoq przerobionym na wodnosamolot z Nowego Jorku przez Alaskę do Japonii i Chin, aby zbadać trasę na północnym Pacyfiku. W czasie podróży Lindbergh zatrzymał się w Najima (Higashi-ku). W mieście Fukuoka znajduje się pomnik upamiętniający to wydarzenie.

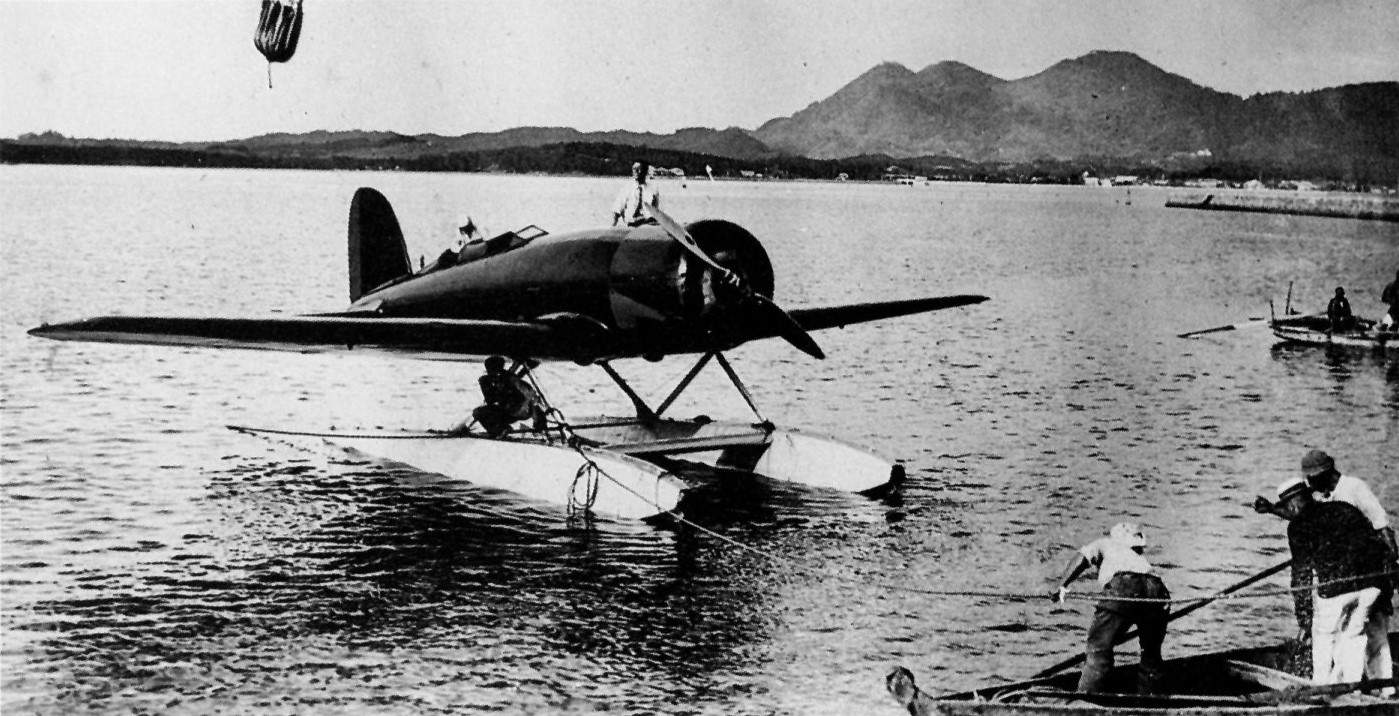
Charles Lindbergh z żoną lądują na plaży Najima (1931)